# Legalsche Probe
Die Legalsche Probe (von Emmo Legal (1859–1922), deutscher Arzt) dient zum Nachweis von CH-aziden Verbindungen. In der klinischen Analytik wird die Probe zum Nachweis von Aceton in einer Urin-Probe verwendet.

## Durchführung
Eine Lösung Natriumpentacyanonitrosylferrat(II) {Na2[Fe(CN)5NO]} wird zu einer Natriumhydroxid-haltigen Lösung der Probe gegeben. Bei Anwesenheit von einer CH-aziden färbt sich die Probe rot.
Die Legalsche Probe fällt bei Verbindungen wie Aceton, Acetaldehyd, Acetessigsäure und Kreatinin positiv aus. Zur Unterscheidung von Aceton und Kreatinin kann die nun rotgefärbte Probe mit Essigsäure versetzt werden. Ohne Aceton verblasst die Flüssigkeit und wird später grün, dann blau. War allerdings Aceton vorhanden, so wird die Lösung durch Zugabe der Essigsäure eine noch intensivere Rotfärbung annehmen.

## Erklärung
Der Nachweis beruht auf der Umkomplexierung des Natriumpentacyanonitrosylferrat(II) mit Aceton als neuem Liganden. Zuerst kommt es zur alkalischen Hydrolyse, folgend zur Aldoladdition. Der rote Farbstoffkomplex entsteht.

## Ursachen
Ursachen für das Vorhandensein von Aceton im Harn können z. B. Fasten, Hungern, im Rahmen eines Diabetes mellitus, bei acetonämischem Erbrechen und beim hypochlorämischen Syndrom liegen. Bei diesen Zuständen kommt es zu einer verstärkten Bildung von Ketonkörpern, wie Aceton. Aceton kann dann im Blut, Harn und in der abgeatmeten Luft festgestellt werden.